# BIBO Park (Ibiza Botánico Biotecnológico)
El BIBO Park (antiguamente Ibiza Botánico Biotecnológico) es un espacio multifuncional que presenta la flora de las Islas Pitiusas junto a una biotecnología de vanguardia enfocada en el cuidado del medio ambiente. Este parque botánico de conservación está organizado en diferentes fitoepisodios recreando los hábitats de las plantas pitiusas. Cuenta con 160 especies de plantas incluyendo 8 especies endémicas de las Islas Pitiusas y otros casos de endemismo de las Islas Baleares. Las instalaciones de biotecnología, ubicadas en el propio jardín botánico, presentan innovaciones por parte de empresas españolas. Entre ellas, el Piano Vegetal ilustra la comunicación y conexión existentes entre el mundo vegetal y los seres humanos. Dos secciones relacionadas con la fauna de las Islas Pitiusas agregan a la dimensión cultural y conservacional del lugar: colmenas antiguas de abejas e información sobre la lagartija pitiusa, único vertebrado terrestre endémico de las Islas Pitiusas actualmente amenazado por una especie de culebra introducida al territorio. El parque apunta a ser un espacio dinámico con la posibilidad de ampliar su superficie y diversificar sus instalaciones.
Las entradas al parque incluyen una visita guiada de acuerdo con la misión educativa y de divulgación del establecimiento.

## Preámbulos
El proyecto del Ibiza BIBO Park empezó con la compra de un terreno rústico en los años noventa, ya con el fin de desarrollar un espacio para la divulgación científica en el área de la botánica. La idea inicial —un jardín de cactus inspirado en la obra de César Manrique en Lanzarote— fue denegada por la administración local por su enfoque en una flora no nativa. Esta denegación motivó la concepción de un proyecto nuevo enfocado en especies botánicas autóctonas de las Islas Pitiusas. Para completar la misión de divulgación del parque acerca del cuidado ambiental, se ideó una sección de biotecnología aplicada al mundo vegetal. Esta propuesta híbrida entre parque biotecnológico y jardín botánico es la que finalmente se desarrolló hasta la apertura del establecimiento en agosto del 2020. El nombre actual del establecimiento —Ibiza BIBO Park— incluye un homófono de la palabra “vivo” en relación con su enfoque biológico.

## Jardín botánico
El Ibiza BIBO Park es un jardín de conservación que procura presentar la vegetación de las Islas Pitiusas y su evolución a lo largo de las estaciones. La intensidad del riego y la intervención en jardinería están diseñados para mimetizar condiciones ambientales las más similares posibles a las naturales. Las plantas están presentadas de acuerdo a su estado local de conservación y se resaltan los casos de endemismo. El jardín está organizado en fitoepisodios (recreaciones de paisajes vegetales) que reflejan los hábitats naturales de las plantas pitiusas. Los completan unas antiguas colmenas de abeja y dos zonas ornamentales: el Rincón de Platón y el Paseo de los Sentidos.

### La rupícola
En acantilados calizos costeros orientados al norte, a cierta altitud y en microclimas umbríos, se desarrollan comunidades únicas de plantas. Constituyen la mayor riqueza botánica de las islas Pitiusas. En las peñas del norte de las islas de Ibiza y Formentera, del islote de Es Vedrá, y en otras localidades de condiciones ambientales similares, sobreviven especies endémicas de las islas Pitiusas o Baleares como Euphorbia margalidiana, Hippocrepis grosii o Medicago citrina, en estado vulnerable de conservación. Euphorbia margalidiana corresponde a un caso de micro-endemismo, siendo exclusivamente restringida al islote de Margalides ubicado a unos 500 metros de la costa norte de Ibiza. Este hábitat es particularmente propenso al desarrollo de endemismos en Ibiza y Formentera.

### El costero
Las zonas costeras constituyen hábitats de comunidades vegetales singulares sobre diversas morfologías: en playas de cantos rodados, en costas de terraza marina o de marés (roca formada por la litificación de dunas fósiles). Predominan las comunidades adaptadas al exceso de nitrógeno y/o sal, como el taray o tamarisco (Tamarix gallica, Tamarix africana), la salsola (Salsola oppositifolia) el hinojo marino (Crithmum maritimum) y los saladines (Limonium sp.)

### El hábitat de aguas dulces

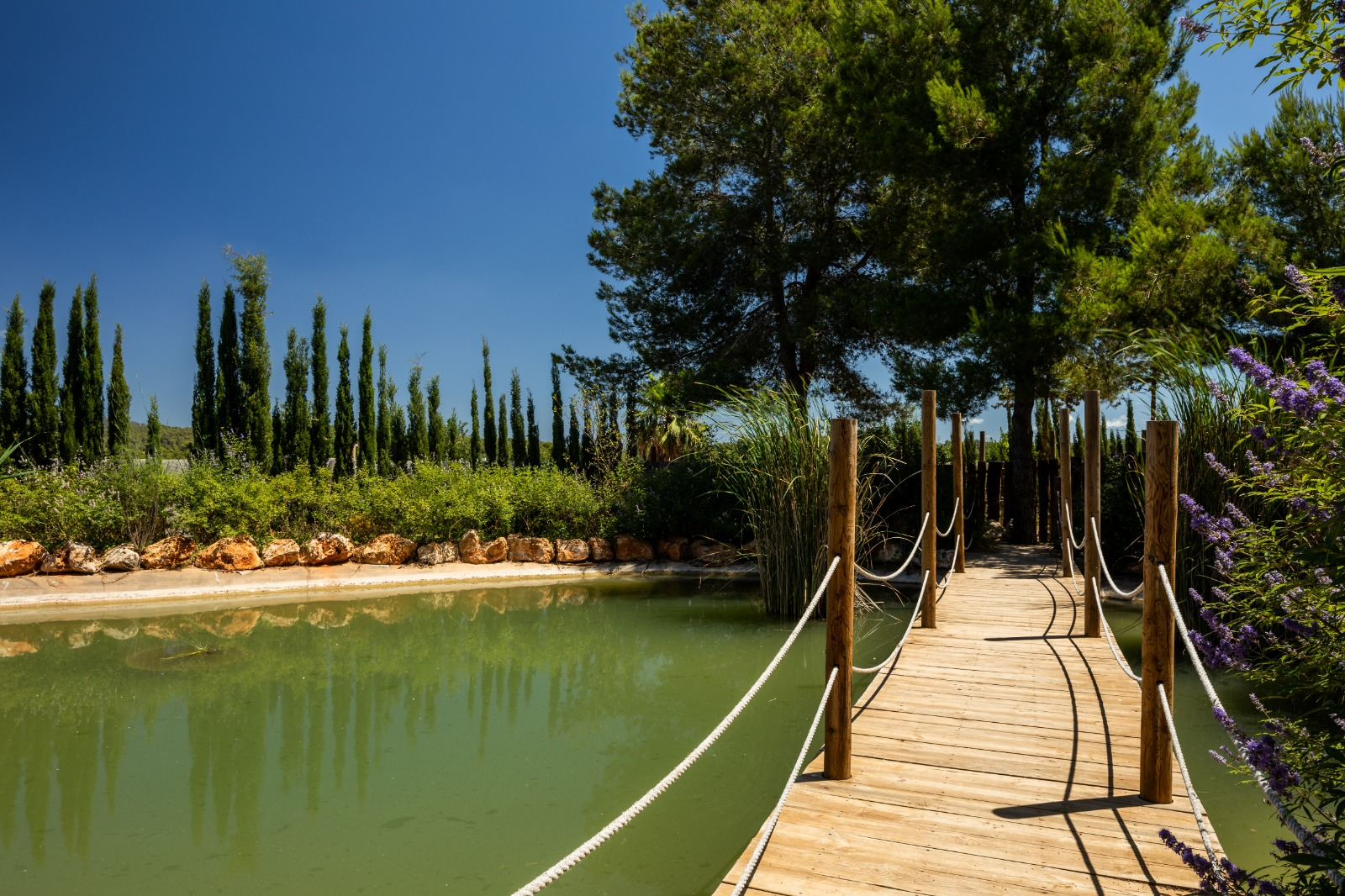
Entrada al hábitat de agua dulce

Este hábitat destaca en las Pitiusas —y, en general, en las Islas Baleares— por su escasez y rareza. La vegetación dulceacuícola se observa en la orilla del Río de Santa Eulalia y en los riachuelos, manantiales y balsas que son en la actualidad hábitats temporales. Fuentes, pozos, aljibes y acequias, así como la vegetación asociada son entonces un patrimonio sensible de Ibiza y Formentera. Plantas típicas incluyen el zausgatillo (Vitex agnus-castus), el junco (Juncus acutus) y el mirto (Myrtus communis).

### La duna
Los hábitats dunares presentan condiciones limitantes para los organismos, pues deben adaptarse a un sustrato arenoso y soportar la exposición al viento salino del mar. Las dunas constituyen un biotopo de gran riqueza florística. Las gramíneas como el esparto (e.g. Macrochloa tenacissima), además de su uso como fibra natural para la manufactura de sogas, cestos y esparteñas, cumplen la función de fijadoras de dunas, limitando grandemente su erosión. Plantas típicas del hábitat dunar incluyen el cardo marino (Eryngium maritimum), el lirio de playa (Pancratium maritimum) y la euforbia de las dunas (Euphorbia paralias). La algodonosa marina (Otanthus maritimus) es un ejemplo de especie en peligro local de extinción en este hábitat por su uso como planta medicinal.

### El saladar

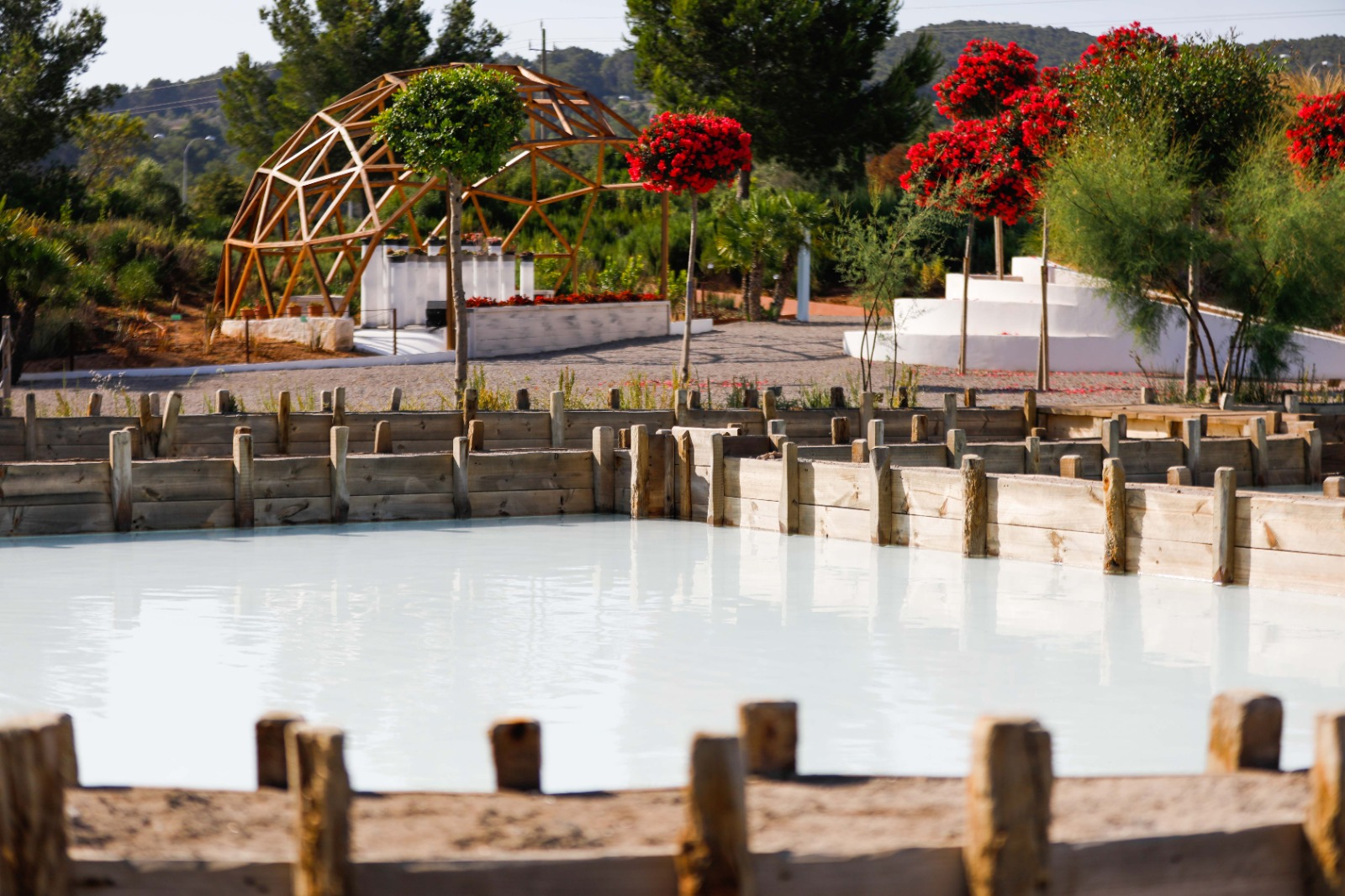
Salineras mediterráneas en el hábitat del saladar

Las comunidades de plantas de los saladares están reproducidas en el Ibiza BIBO Park alrededor de salineras mediterráneas. Se caracterizan por su adaptación a los patrones de inundación y al grado de salinidad. Las áreas con menor salinidad albergan especies crasas o suculentas, conocidas como sosas (por ejemplo, la salicornia) pues antiguamente se obtenía a partir de sus cenizas sosa cáustica para la fabricación de jabón o vidrio. En las áreas secas del saladar, además de árboles como el taray (Tamarix sp.), destacan los saladines del género Limonium con especies endémicas de las Islas Pitiusas (L. wiedmannii, L. grossii, L. formenterae y L. companyonii). La (escarchada), típica de suelos salinos, presenta una adaptación visible en su superficie: desarrolla papilas acuosas para almacenar agua. El saladar es otro hábitat con alta ocurrencia de endemismos.

### El forestal

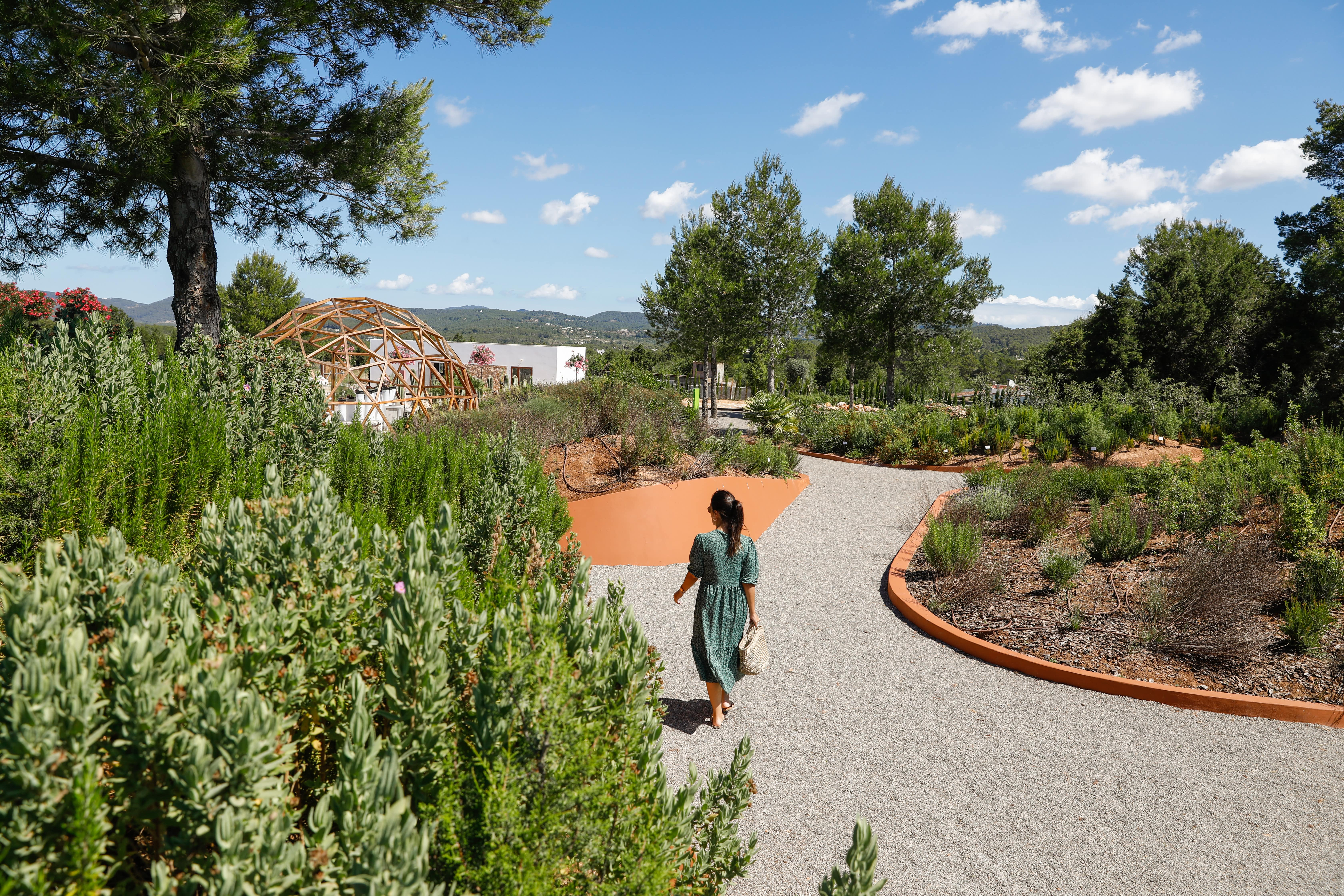
Hábitat forestal

En los hábitats forestales de las Islas Pitiusas predominan pinos, sabinas y enebros que permiten el desarrollo de un sotobosque complejo, con prados, matorrales y maquias arboladas. En contraste con las Baleares orientales, no hay en las Islas Pitiusas verdaderos bosques de encinas. Tres fitoepisodios forestales sintetizan esta gran riqueza botánica y paisajística: el fitoepisodio neutrófilo o calcífugo, el fitoepisodio calcícola del interior y el fitoepisodio litoral.
El hábitat del forestal neutrófilo o calcífugo se caracteriza por sus suelos descarbonatados. Lo constituyen plantas calcífugas y singulares, poco abundantes en las islas Pitiusas que merecen un esfuerzo de conservación particular a nivel local para mantener la riqueza paisajística. Los matorrales predominantes de jaras y brezos contienen mirtos, madroños y genistas constituyendo un denso y selvático paisaje vegetal.
El forestal calcícola comprende comunidades vegetales que habitan suelos calcáreos, que son los predominantes en las Islas Pitiusas: densas maquias de sabinas y enebros, lentiscos, olivillos, romeros, brezos y, a veces, madroños y coscojas. En etapas primarias subarbustivas, inducidas por acción humana o incendios, encontraremos salviares, espliegares, tomillares, arbustos genistoides, brezales y jarales. Una de las características de todos los paisajes arbustivos insulares es el omnipresente pino carrasco (Pinus halepensis) coronando siempre el manto vegetal.
En el forestal litoral se encuentran especies xerófitas como los tomillares, con abundancia de tomillos y cistáceas. Muchas de las plantas de este hábitat son resistentes a la alteración antrópica, pues están mejor adaptadas que otras a una mayor presencia de nitrógeno y otras alteraciones del suelo. En suelos poco profundos se forman prados xerofíticos efímeros con plantas anuales y geófitos de gran valor botánico por su endemismo y/o rareza.

### El Rincón de Platón

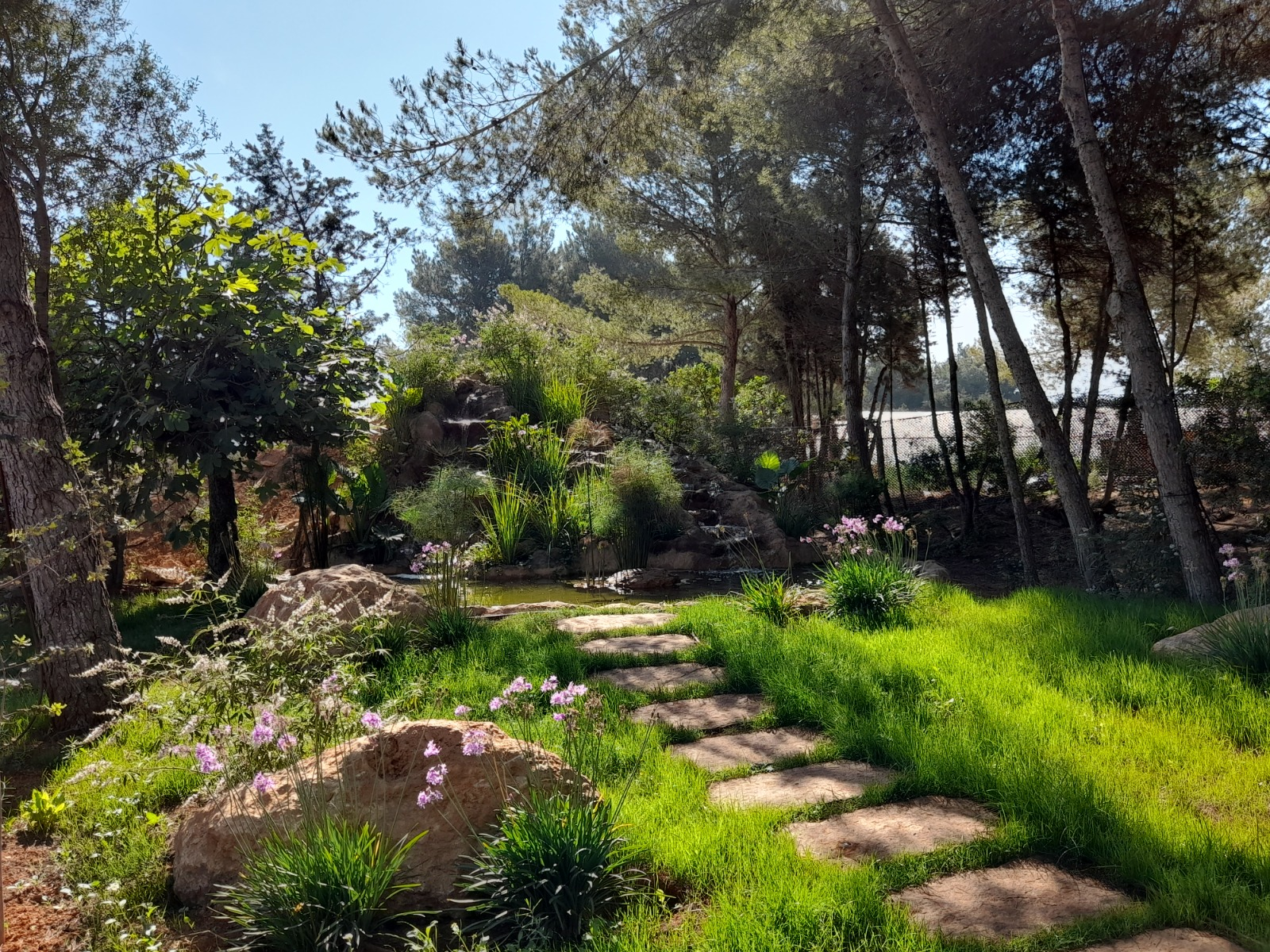
El Rincón de Platón: zona ornamental de agua dulce

Esta zona sombreada por grandes pinos carrasco está pensada como un área de frescor y relajación. Si bien se pueden observar plantas autóctonas (Hypericum balearicum) y endémicas (como Galium friedrichii), también figuran plantas exóticas como la oreja de elefante y el papiro en un pequeño estanque que alberga ranas comunes (Pelophylax perezi).

### El Paseo de los Sentidos

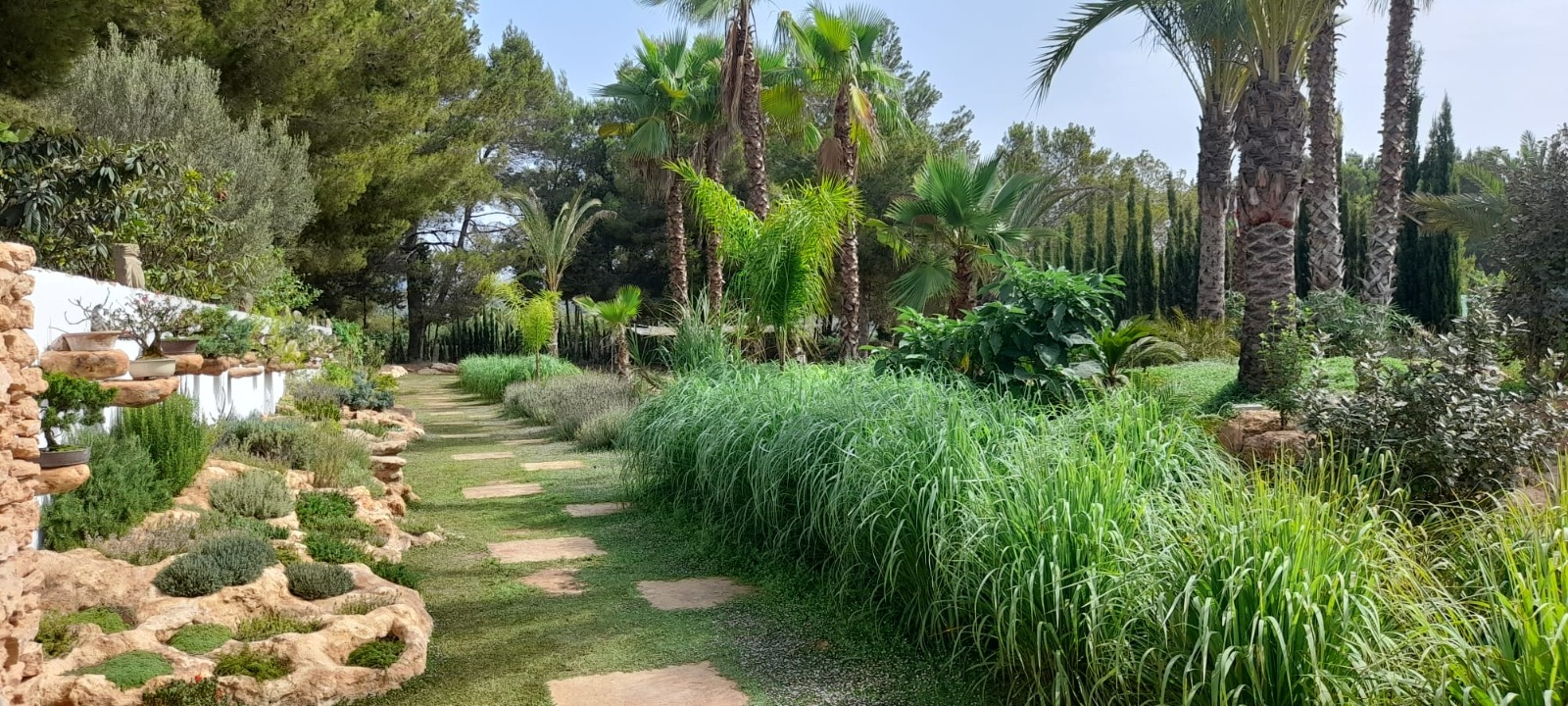
El Paseo de los Sentidos

El Paseo de los Sentidos se extiende entre la representación de un oasis con especies introducidas de palmeras (Sabal bermudana, Washingtonia robusta) y bananos (género Musa basjoo, Musa acuminata var. Cavendish y Musa ensete) y una rocalla que alberga a más de 200 plantas aromáticas, culinarias y medicinales autóctonas. Diecinueve bonsáis de árboles ibicencos (pino, higuera, sabina, algarrobo, etc.) y varias esculturas antropomórficas hechas de marés, una arenisca típicamente balear, ornamentan el espacio.

## Biotecnología
Las instalaciones de biotecnología exhibidas en el Ibiza BIBO Park muestran innovaciones por parte de empresas españolas en el rubro de las energías sostenibles.

### Fotobiorreactor

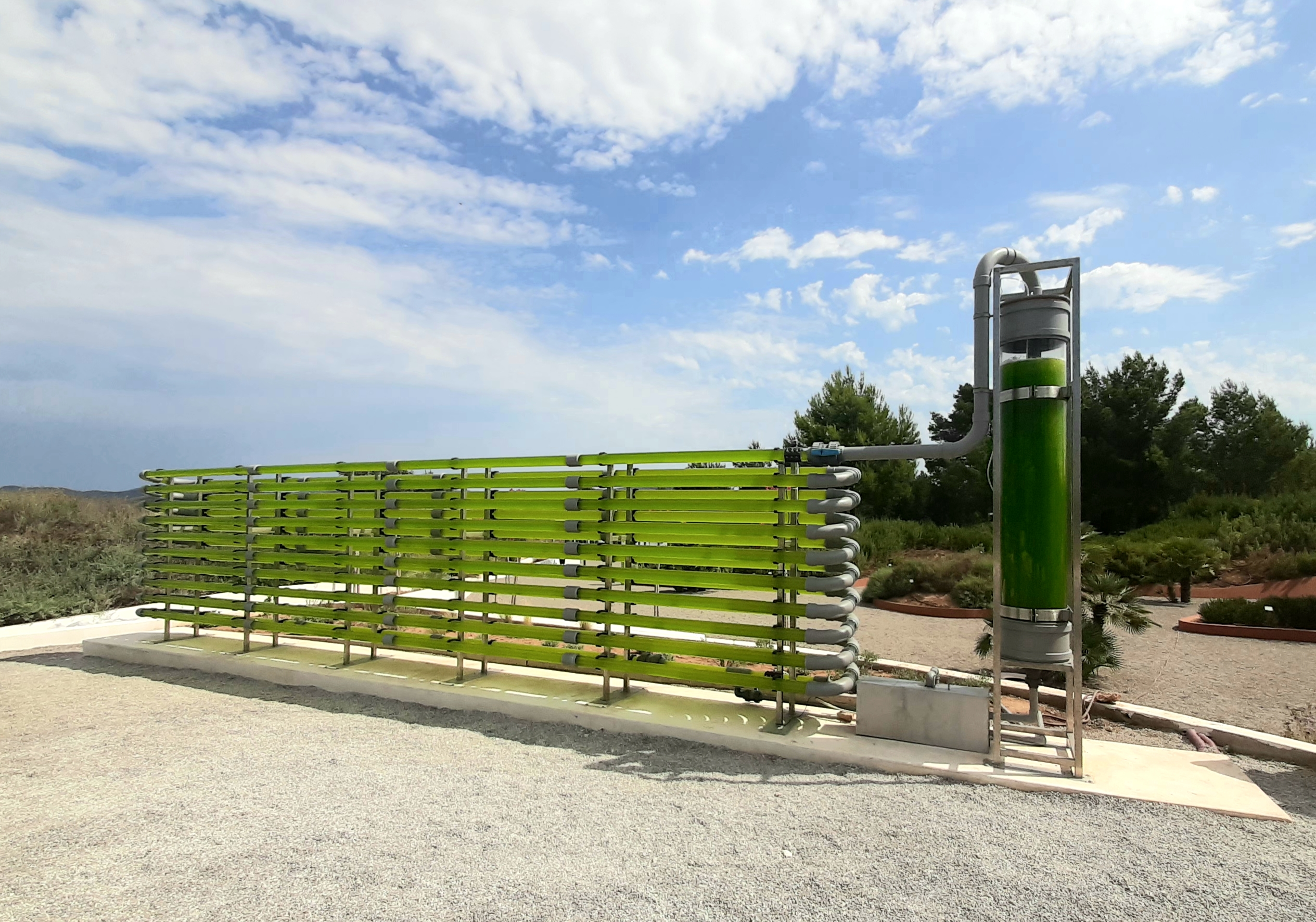
El Fotobiorreactor: un cultivador optimizado de microalgas

El fotobiorreactor es un cultivador de microalgas creado por la empresa AlgaEnergy cuyo objetivo es generar un fertilizante orgánico fijando en células vegetales el carbono del CO2 atmosférico vía el proceso de la fotosíntesis para limitar su efecto invernadero. El fotobiorreactor del Ibiza BIBO Park tiene una capacidad total de 1200 litros: 1000 litros de tubería horizontal por la cual circulan las microalgas con el fin de maximizar la captación de energía solar, y un tubo vertical de 200 litros donde ocurre el intercambio de gases (fijación del carbono en la biomasa vegetal y liberación del oxígeno a la atmósfera a través de válvulas). Puede producir hasta 200 kg de microalgas que habrán consumido el doble de su masa en CO2, teniendo así un efecto comparable a una centena de árboles. Al ser una instalación educativa y de divulgación, el fotobiorreactor del Ibiza BIBO Park difiere de las máquinas usadas en la industria: tiene un tamaño menor y el CO2 está artificialmente inyectado al sistema en vez de provenir directamente de las emisiones industriales. Las microalgas cultivadas en el fotobiorreactor del Ibiza BIBO Park son clorofitas de agua dulce (Scenedesmus sp., Nannochloropsis sp. y Muriellopsis sp.).

### Bioo-panel y bioo-sensores

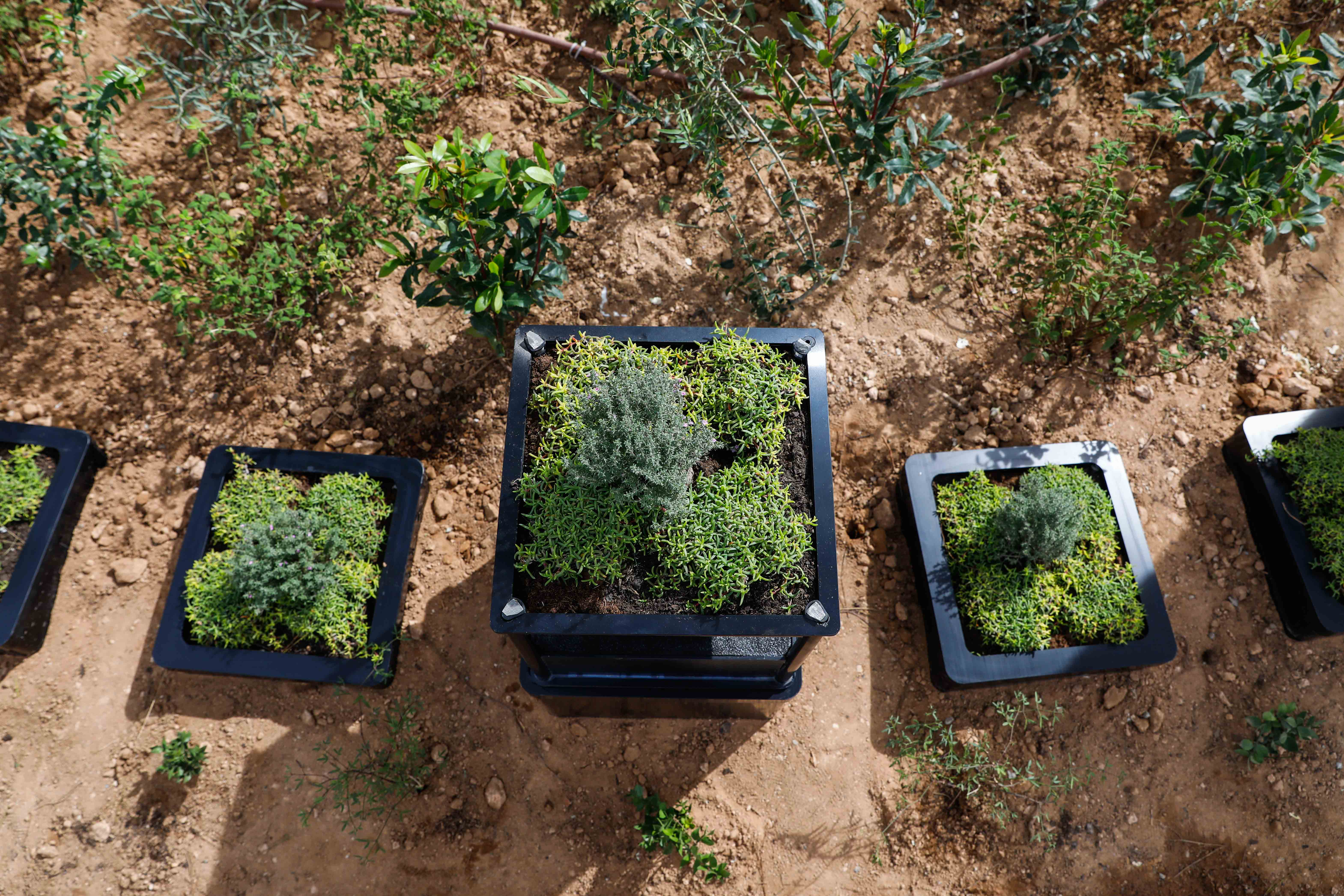
Bioo-panel en exposición

Los bioo-paneles y bioo-sensores son aplicaciones biotecnológicas destinadas a la agricultura y con bajo impacto ambiental en su fabricación y uso. Son innovaciones de la empresa Biootech, especializada en la generación sostenible de electricidad a partir de las bacterias del suelo que liberan electrones durante su actividad de desintegración de la materia orgánica. Mientras que los Bioo Panel son baterías que pueden alimentar diferentes dispositivos, los Bioo Sensores tienen un sensor integrado para medir ciertos parámetros del suelo como pH, temperatura o salinidad. Son capaces de autogestionar el riego según las necesidades de la planta cultivada, optimizando así el uso del agua, y pueden comunicar los datos recolectados a un servidor para garantizar un control a distancia. El cátodo y ánodo de estas innovaciones siendo compuestos de grafito y fibra de carbono, el costo ambiental de estos aparatos es extremadamente limitado en comparación con otros tipos de baterías como las baterías de litio.

### Piano vegetal

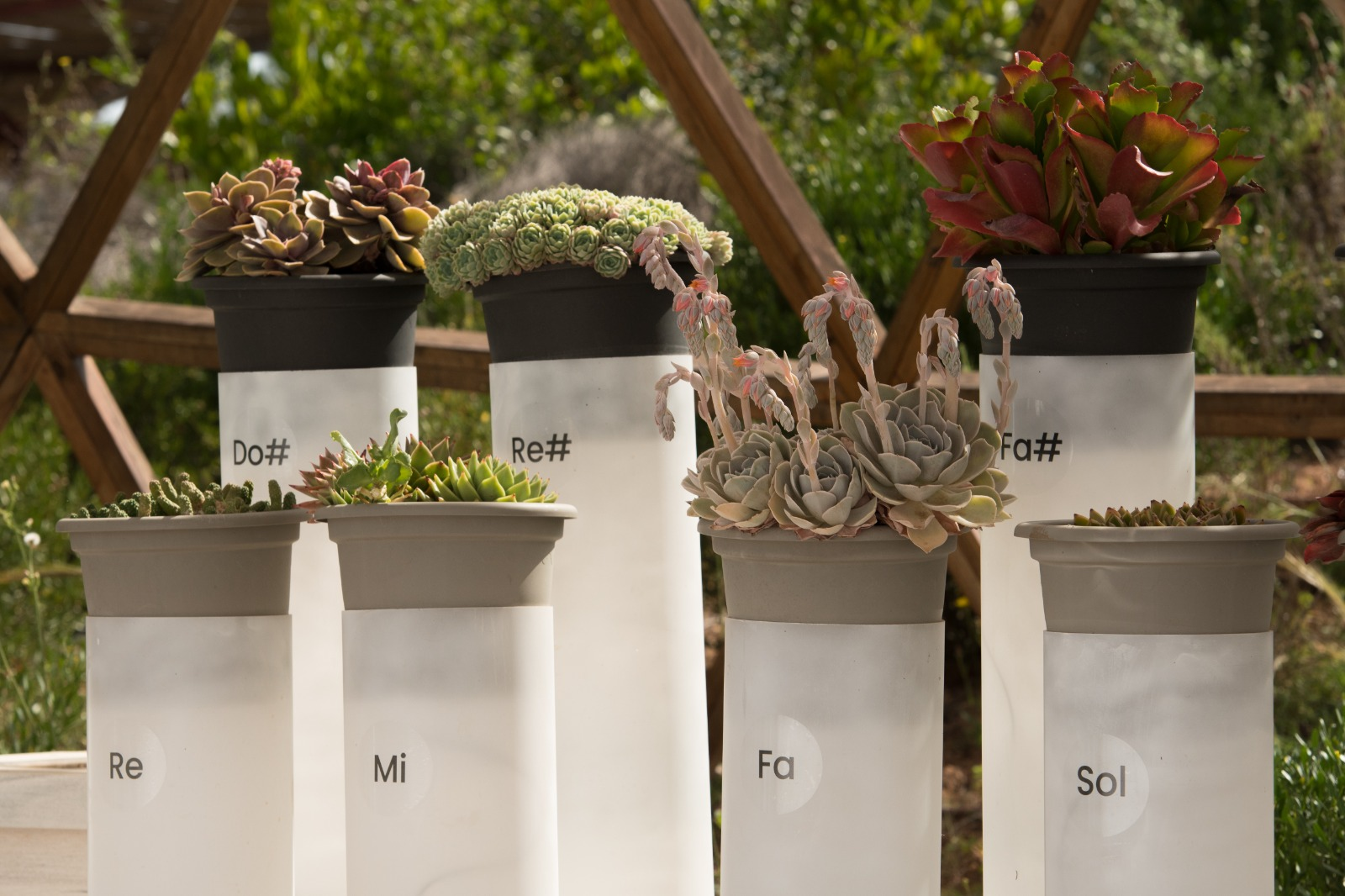
Detalle del piano vegetal

El piano vegetal ilustra de forma única la conexión que existe entre las plantas y los seres humanos. Cada planta representa una tecla del piano y genera una nota musical así como una luz de color al interactuar con el tacto humano. La instalación usa el cambio de frecuencia que se genera en la planta al entrar en contacto con nuestro campo bioelectromagnético y lo transforma en un voltaje capaz de generar luz y sonido. Creado por la empresa Biootech, es hasta ahora el único piano vegetal exhibido en el mundo.

## Secciones acerca de la fauna pitiusa

### Lagartija pitiusa
La lagartija pitiusa (Podarcis pityusensis) es el único vertebrado terrestre endémico de las Islas Pitiusas. El Ibiza BIBO Park contribuye en dar a conocer esta especie y en informar sobre su actual estado de conservación. Desde la introducción accidental de la culebra de la herradura (Hemorrhois hippocrepis) vía la importación de árboles ornamentales, esta lagartija emblemática de las Islas Pitiusas sufre un declive masivo ya que se volvió la presa de predilección de esta serpiente invasora en la región.

### Antiguas colmenas de abejas
Tres colmenas de abejas horizontales están exhibidas en el Ibiza BIBO Park como curiosidad cultural y para resaltar una vez más la importancia de las abejas en la polinización. Se fabricaron siguiendo una antigua técnica: consisten en una construcción prismática de piedra alrededor de una cavidad cilíndrica y horizontal delimitada por un tronco de árbol, un tubo de cerámica o una mezcla de piedras y plantas secas recubiertas de arcilla. Las dos extremidades circulares resultantes se cierran con una piedra, dejando un pequeño espacio para que las abejas puedan acceder a la colmena.

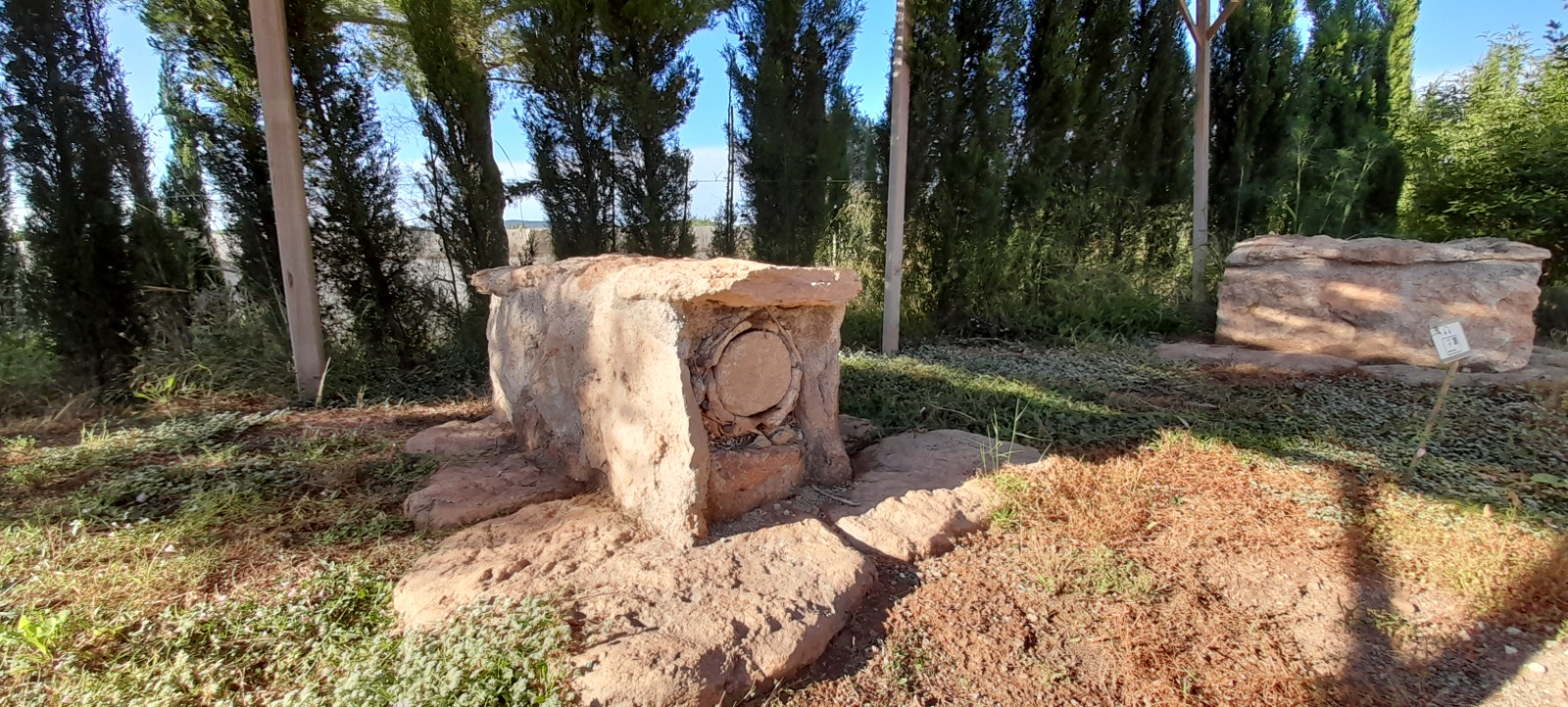
Colmenas antiguas de abejas

Una de las tres colmenas está ocupada por una colonia de Apis mellifera en parte resultante de un núcleo colocado, y en otra parte compuesta por abejas salvajes. En Ibiza suelen colectar polen de plantas aromáticas del parque como romero, lavanda y tomillo. La cosecha del principio de verano consiste principalmente en miel de tomillo y es especialmente preciada.
En la entrada de la colmena se observan a menudo grandes escarabajos de la miel (Oplostomus fuligineus) originarios del sur de África. Estos escarabajos negros entran a las colmenas para aparearse, y las hembras necesitan alimentarse de larvas de abejas para la fabricación de sus huevos.
Colmenas horizontales similares estaban usadas por distintos pueblos de la cuenca mediterránea (fenicios, cartageninos, romanos, griegos), la más antiguas de las cuales datan de los siglos X y IX a. C. según unos registros arqueológicos de Tel Rehov en Israel. En Ibiza, las que se denominan popularmente casas de abejas (caseres d’abelles en dialecto ibicenco) todavía se encuentran en los bosques de la isla. Fueron probablemente introducidas por los fenicios y se usaron hasta la invención de las colmenas de cuadro móvil a mitades del siglo XIX.

## Difusión de plantas autóctonas
En su misión de difundir la flora regional en el espacio urbano y social, el Ibiza BIBO Park proporcionó más de 1500 plantas autóctonas de las Islas Pitiusas a los puertos de Ibiza y Formentera. Todas fueron producidas en el invernadero del Ibiza BIBO Park de unos 400 m².

## Proyectos futuros

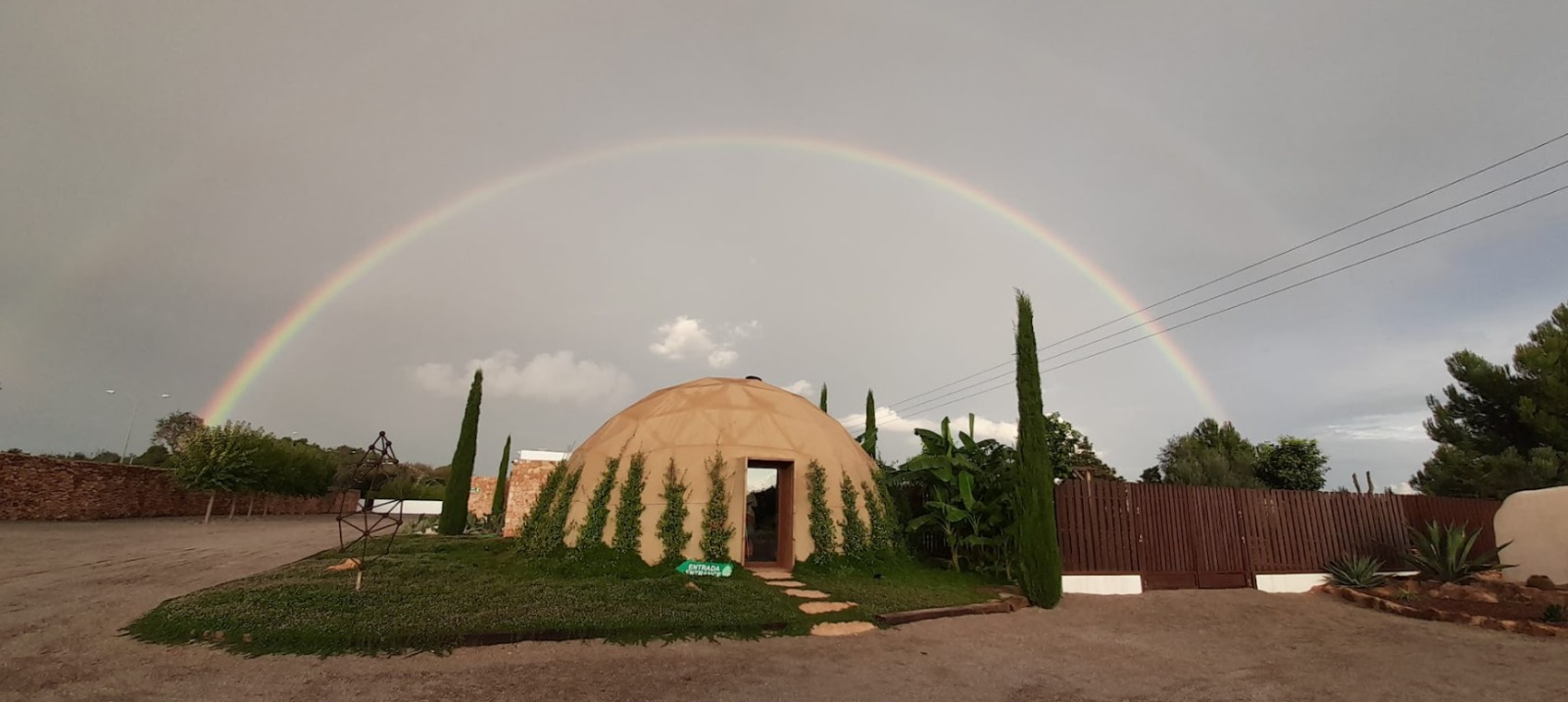
Cúpula geodésica que alberga un planetario virtual

De las cuatro hectáreas totales de terreno, dos están actualmente abiertas al público como parque botánico-biotecnológico mientras que el área restante está destinado a hospedar nuevos sectores. El parque cuenta por ejemplo con espacios habilitados para el cultivo de setas comestibles. Un total de 3700 cipreses mediterráneos (Cupressus sempervirens) fueron plantados el año 2022 con el fin de crear un laberinto. Un planetario con observatorio de un cielo virtual abrirá sus puertas en una cúpula geodésica. La creación de un banco de semillas y de un laboratorio de botánica está planificada para impulsar una sección de investigación científica.

## Premios y reconocimientos
2021
- Premio “Empresa Revelación 2021” otorgado por la PIMEEf (Pequeñas y Medianas Empresas de Ibiza y Formentera).
- Premio “Mejor Proyecto Turístico del año” (I Premios Fórum Turismo Ibiza) otorgado por Santa Eulària Empresarial y el Ayuntamiento de Santa Eulalia del Río.
- Certificación como miembro de la Alianza de Jardines Botánicos para el Cambio Climático, otorgada por la institución Botanic Gardens Conservation International.

2022
- Premio a la Iniciativa Empresarial otorgado por el Diario de Ibiza.
- Premio Best Hidden Gem en los Remarkable Venue Awards otorgado por Tiqets.

2023
- Premio del Turismo de las Islas Baleares a la Experiencia Turística otorgado durante la Nit del Turisme por el Gobierno de las Islas Baleares.

El Ibiza BIBO Park también ha sido certificado como idóneo para turismo familiar por la Federación Española de Familias Numerosas y como espacio amigo de los perros siguiendo los estándares de la Unión Europea con el sello Pet-friendly de Travel Guau.

## Comité científico
Un comité científico se reúne regularmente para tomar decisiones en cuanto al manejo de los espacios botánicos y biotecnológicos del parque. Está compuesto por los botánicos Leonard Llorenç de la Universidad de las Islas Baleares, Joan Pedrola de la Universidad de Valencia, Pablo Vidarte de la empresa de biotecnología Bioo, el biólogo ambientalista José Luis López y el biólogo ibicenco Bartolomé Planas.